# Zelda Samson
Pour les articles homonymes, voir Samson et Samson (homonymie).
Zelda Samson, née en février 2009 , est une actrice belge.

## Filmographie partielle

### Au cinéma
- 2022 : Dalva d'Emmanuelle Nicot : Dalva

## Distinctions
Pour son rôle dans Dalva
- Cairo International Film Festival 2022 : prix de la meilleure actrice
- Festival international du film de São Paulo 2022 : prix de la meilleure actrice
- Hong Kong International Film Festival 2022 : prix de la meilleure actrice
- Festival de Cannes 2022 : prix Louis Roederer de la révélation de la Semaine de la critique
- Magritte 2024 : Meilleur espoir féminin [1]

- (en) Zelda Samson: Awards, sur l'Internet Movie Database